# Rajnska pokrajina
Rajnska pokrajina (njemački: Rheinprovinz), znana i kao Rajnska Pruska (Rheinpreußen), bila je pokrajina u Kraljevini Pruskoj, te u Slobodnoj Državi Pruskoj od 1822. do 1946. godine. Ova pokrajina stvorena je od pokrajine Donje Rajne i od pokrajine Jülich-Kleve-Berg. Glavni grad ove pokrajine bio je Koblenz, a sama pokrajina je 1939., imala osam milijuna stanovnika. Pokrajina Hohenzollern bila je vojno povezana s ovom pokrajinom. 
Godine 1920., Saarska oblast izdvojena je iz Rajnske pokrajine, te je njom upravljala Liga naroda sve do plebiscita 1935., kada je regija vraćena Njemačkoj. U isto vrijeme te godine, okruzi Eupen i Malmedy pripojeni su Belgiji (današnja Njemačka zajednica u Belgiji). Godine 1946., Rajnska pokrajina podijeljena je na tri nove savezne države: Hessen, Sjeverna Rajna-Vestfalija i Porajnje i Falačka.